# Вагнер, Уоррен Герберт
Уоррен Герберт Вагнер (англ. Warren Herbert Wagner; 29 августа 1920 — 8 января 2000) — американский ботаник.
Член Национальной академии наук США (1985).

## Биография
Уоррен Герберт Вагнер родился 29 августа 1920 года.
После службы в Военно-морском флоте в Тихом океане во время Второй мировой войны, Вагнер стал доктором философии в Калифорнийском университете в Беркли, провёл один год в Гарвардском университете в качестве преподавателя и пришёл в Мичиганский университет как доцент ботаники в 1951 году. Он был самым известным ботаником, когда-либо работавшим в Мичиганском университете.
Уоррен Герберт Вагнер умер 8 января 2000 года.

## Научная деятельность
Уоррен Герберт Вагнер специализировался на папоротниковидных и на семенных растениях.